# Mai-Ndombe-tó
A Mai-Ndombe nagy édesvizű tó a Kongói Demokratikus Köztársaság nyugati részén fekvő Bandundu tartományban. Lefolyása a Fimi folyó, ami a Kwa (=Kasai) folyóba, majd a Kongóba szállítja vizét.
1972-ig Leopold-tó néven ismerték (II. Lipót belga király után). Mai-Ndombe lingala nyelven „fekete vizet” jelent.  
A tó vize átlag öt méter, legfeljebb 10 méter mély. Mintegy 2300 négyzetkilométert fed,
de az esős évszak két-háromszorosára növeli. Vize oxigénnel bőségesen ellátott, pH értéke 4,2 és 5,2 között váltakozik. Alacsony, erdős partok határolják, északon egyenlítői esőerdők, délen mozaikerdők és szavannák.

## Fényképek

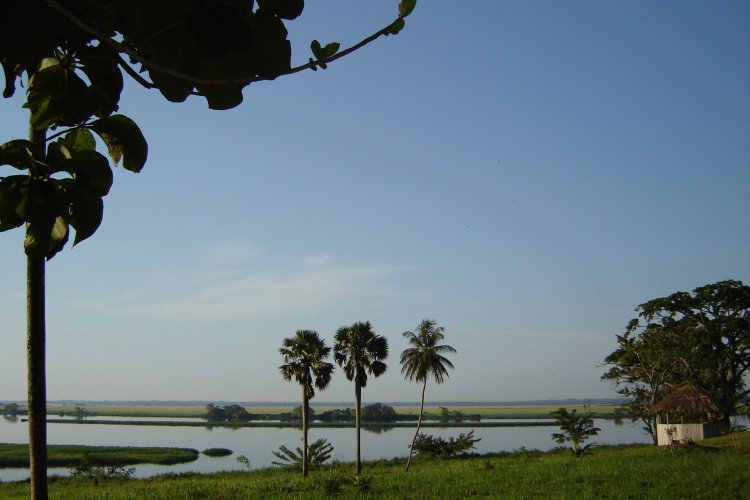
Fák a Mai-Ndombe-tó partján
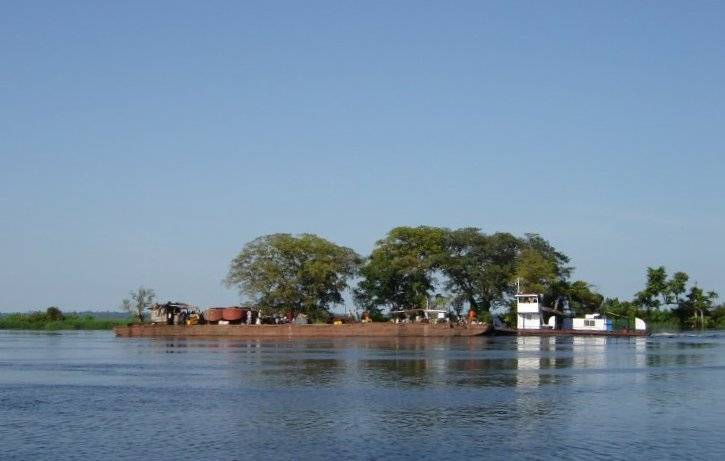
A Mai-Ndombe-tó
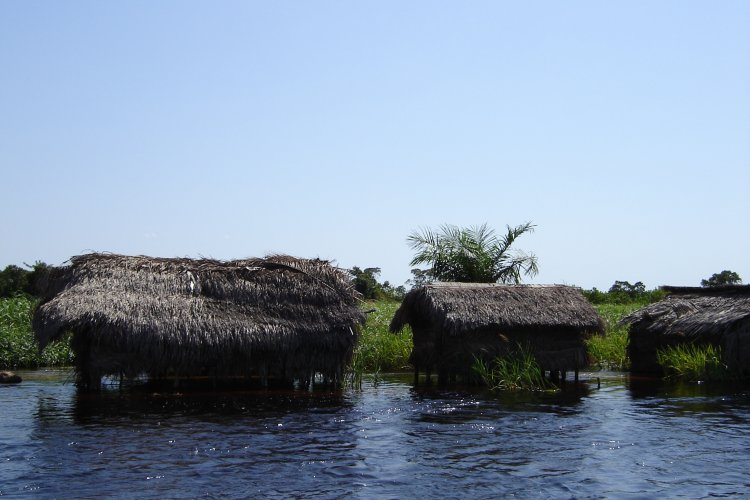
A Mai-Ndombe-tó